# Walter Clegg
Sir Walter Clegg (* 18. April 1920 in Bury, Lancashire; † 15. April 1994 in Fleetwood, Lancashire) war ein britischer Solicitor und Politiker der Conservative Party, der zwischen 1966 und 1987 Abgeordneter des Unterhauses (House of Commons) war. Bei dem Bombenanschlag auf das Grand Hotel in Brighton, der durch die Provisional Irish Republican Army (IRA) während des Parteitages der Conservative Party am 12. Oktober 1984 verübt wurde, wurde er schwer verletzt.

## Leben

### Kriegsdienst, Solicitor und Unterhausabgeordneter
Walter Clegg, Sohn eines Webers, begann nach dem Besuch der 1570 gegründeten Bury Grammar School sowie der Arnold School in Blackpool ein Studium der Rechtswissenschaften an der University of Manchester, das er jedoch nach Ausbruch des Zweiten Weltkrieges unterbrechen musste. Er begann daraufhin 1939 seinen Militärdienst in der Royal Artillery und geriet in Nordafrika in Kriegsgefangenschaft. Nach Beendigung seines Militärdienstes setzte er 1946 sein Studium fort und war nach seiner anwaltlichen Zulassung 1947 in der Anwaltskanzlei Charles Ingham, Clegg & Growthcr and Laytons in Fleetwood als Solicitor tätig. Am 23. Juni 1950 wurde er Serving Brother des Order of Saint John (SBStJ). 1955 begann er sein politisches Engagement in der Kommunalpolitik und wurde zum Mitglied des Rates der Grafschaft Lancashire gewählt. Bei der Wahl am 8. Oktober 1959 kandidierte er für die Conservative Party im Wahlkreis Vauxhall für ein Mandat im Unterhaus, unterlag mit 11.795 Stimmen (27,7 Prozent) jedoch deutlich dem langjährigen Wahlkreisinhaber der Labour Party, Tom Brown, auf den 30.752 Wählerstimmen (72,3 Prozent) entfielen.
Bei der Wahl vom 31. März 1966 wurde Clegg für die konservativen Tories im Wahlkreis Fylde North mit 24.217 Stimmen (53,64 Prozent) erstmals zum Abgeordneten des Unterhauses (House of Commons) gewählt und damit zum Nachfolger seines Parteifreundes Richard Stanley, der diesen Wahlkreis seit 1950 vertreten hatte. Er wurde bei den folgenden Unterhauswahlen jeweils mit absoluter Mehrheit wiedergewählt und vertrat den Wahlkreis Fylde North bis zu dessen Auflösung am 9. Juni 1983. Als Abgeordneter setzte er sich für die Fischereiarbeiter von Fleetwood, gegen den Gemeinsamen Europäischen Markt sowie gegen jede Form von Bürokratie ein. Er fungierte er zwischen 1967 und 1969 als Parlamentarischer Geschäftsführer (Whip) der oppositionellen Tory-Fraktion im Unterhaus.

### Regierungsämter und Parteifunktionen
Nach dem Wahlsieg der Conservative Party bei der Wahl am 18. Juni 1970 übernahm Walter Clegg im Kabinett Heath zwischen dem 24. Juni 1970 und dem 7. April 1972 erstmals ein Regierungsamt, und zwar als einer der Kommissare des Schatzamtes (Lord Commissioner of the Treasury). Danach übernahm er am 7. April 1972 von Bernard Weatherill das Amt als Vice-Chamberlain of the Royal Household und bekleidete dieses Amt bis zu seiner Ablösung durch Pail Hawkins am 2. Dezember 1973. Danach fungierte er im Kabinett Heath abermals als Nachfolger von Bernard Weatherill zwischen dem 2. Dezember 1973 und dem 4. März 1974 als Comptroller of the Household.
Nach der Niederlage bei der Unterhauswahl am 28. Februar 1974 war Clegg erneut für kurze Zeit Whip der Opposition und engagierte sich danach als Schatzmeister des 1922-Komitee (Conservative Private Members’ Committee), ein Zusammenschluss der Hinterbänkler (Backbencher) der konservativen Tories im Unterhaus. Darüber hinaus aus war er zwischen 1977 und 1987 Vorsitzender der Konservativen Gruppe der Parlamentsmitglieder der Region North West England sowie von 1979 bis 1987 Vorsitzender der Überparteilichen Parlamentarischen Solicitor-Gruppe (Parliamentary All Party Solicitors Group). Am 11. März 1980 wurde er für seine Verdienste zum Knight Bachelor geschlagen und führte seither den Namenszusatz „Sir“. und war zuletzt zwischen 1982 und 1994 auch Vorsitzender der Konservativen Partei der Region North West England (Conservative North-West Provincial Area). Nach Auflösung seines bisherigen Wahlkreises North Fylde wurde er bei der Wahl am 9. Juni 1983 im neu geschaffenen Wahlkreis Wyre wieder zum Mitglied des House of Commons gewählt, dem er nunmehr bis zum 11. Juni 1987 angehörte.
Bei dem Bombenanschlag auf das Grand Hotel in Brighton, der durch die Provisional Irish Republican Army (IRA) während des Parteitages der Conservative Party am 12. Oktober 1984 von Patrick Magee verübt wurde, wurde er so schwer verletzt, dass er bis zu seinem Tod auf einen Rollstuhl angewiesen war. Er war von 1951 bis zu deren Tode 1993 mit Elise Hargreaves verheiratet.